# Schöma
Schöma är en tysk tillverkare av små diesel- och batteridrivna lok i Diepholz i Niedersachsen. Numera tillverkar Schöma främst gruv- och tunnellok, men också växlingslok och lok för musei- och öjärnvägar. 
Christoph Schöttler grundade 1930 maskinfabriken Christoph Schöttler Maschinenfabrik GmbH efter att efter oenighet ha lämnat Diepholzer Maschinenfabrik Fritz Schöttler (Diema). 
I början tillverkade företaget främst jordbruksmaskiner, men började snart tillverka rälsfordon. Det har bland annat levererar smalspåriga lokomotiv för järnvägslinjerna på de tyska Ostfrisiska öarna: Borkumer Kleinbahn, Inselbahn Langeoog och Wangerooger Inselbahn.

## Bildgalleri

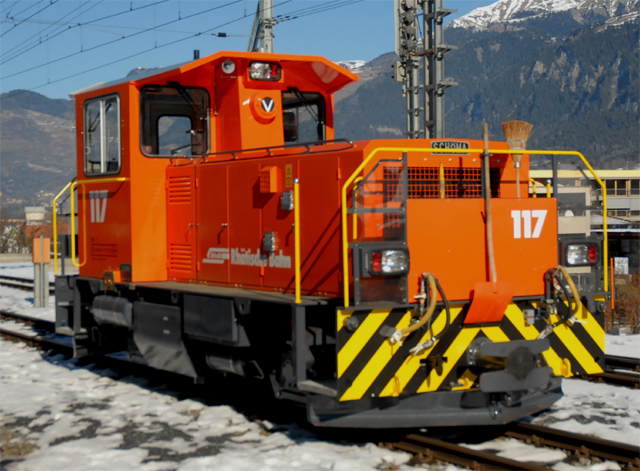
Växlingslokomotiv på Rhätische Bahn
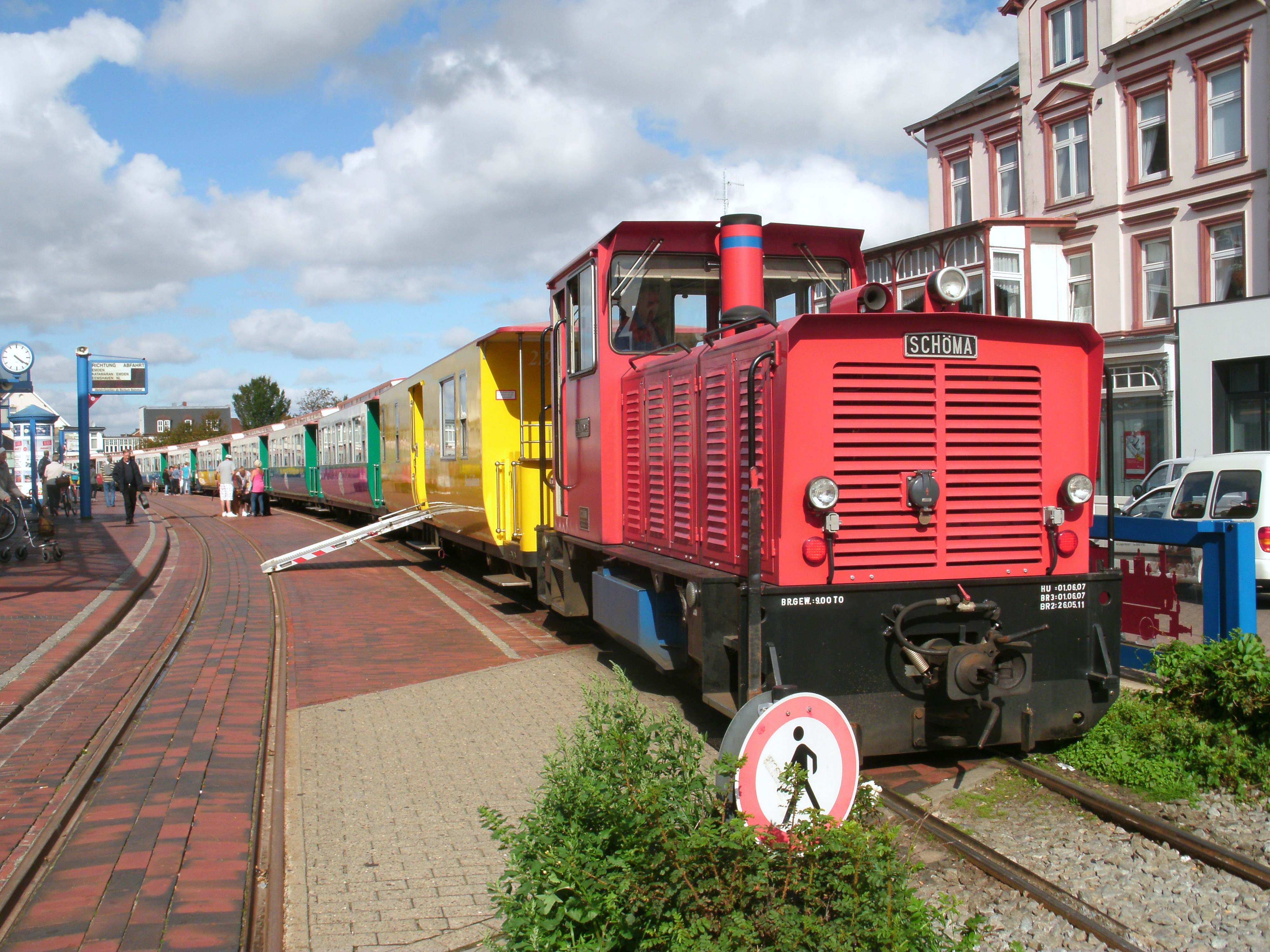
Schömalokomotiv för passagerartåg på Borkumer Kleinbahn
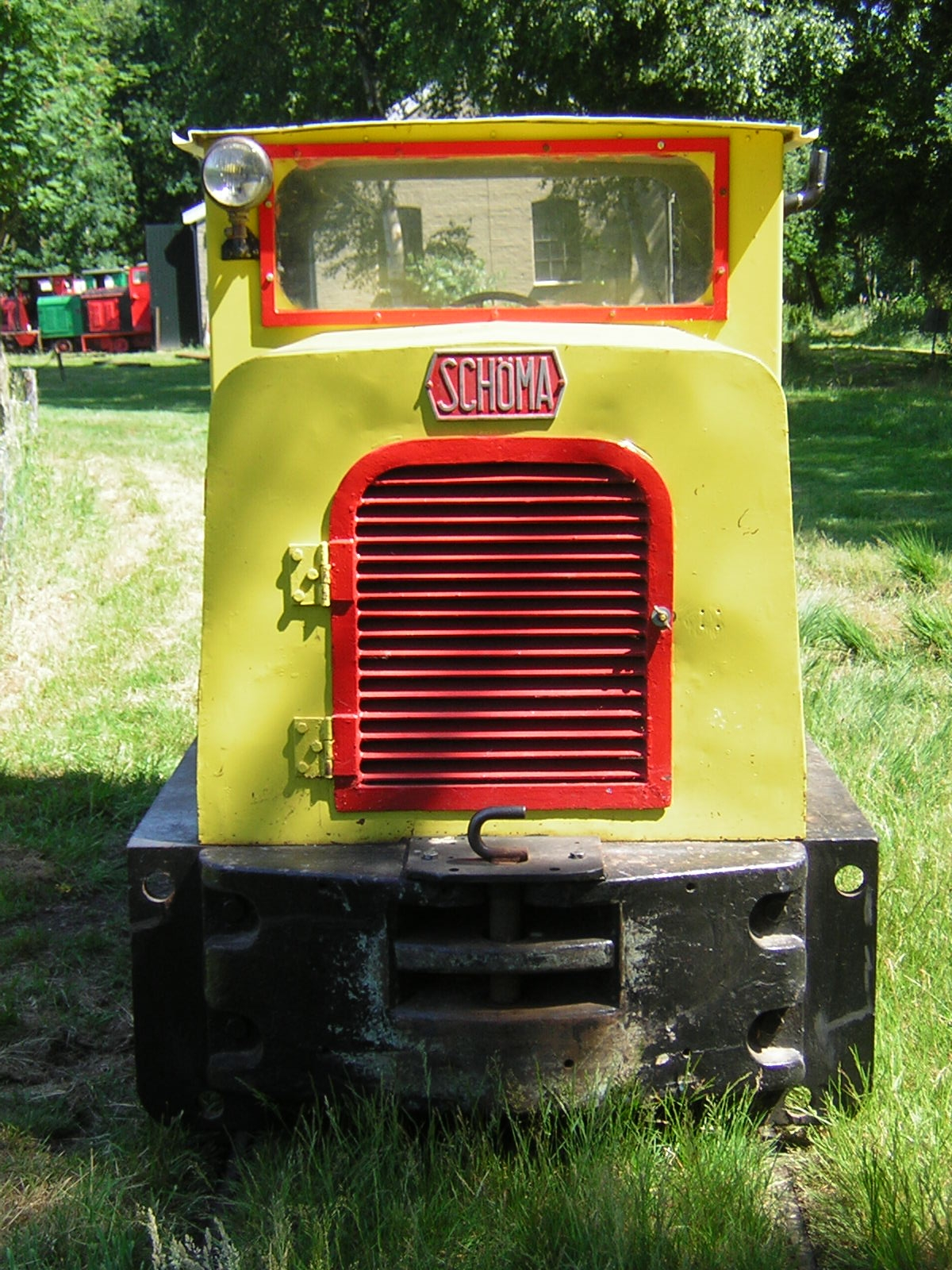
Fronten på en Schöma CHL 20
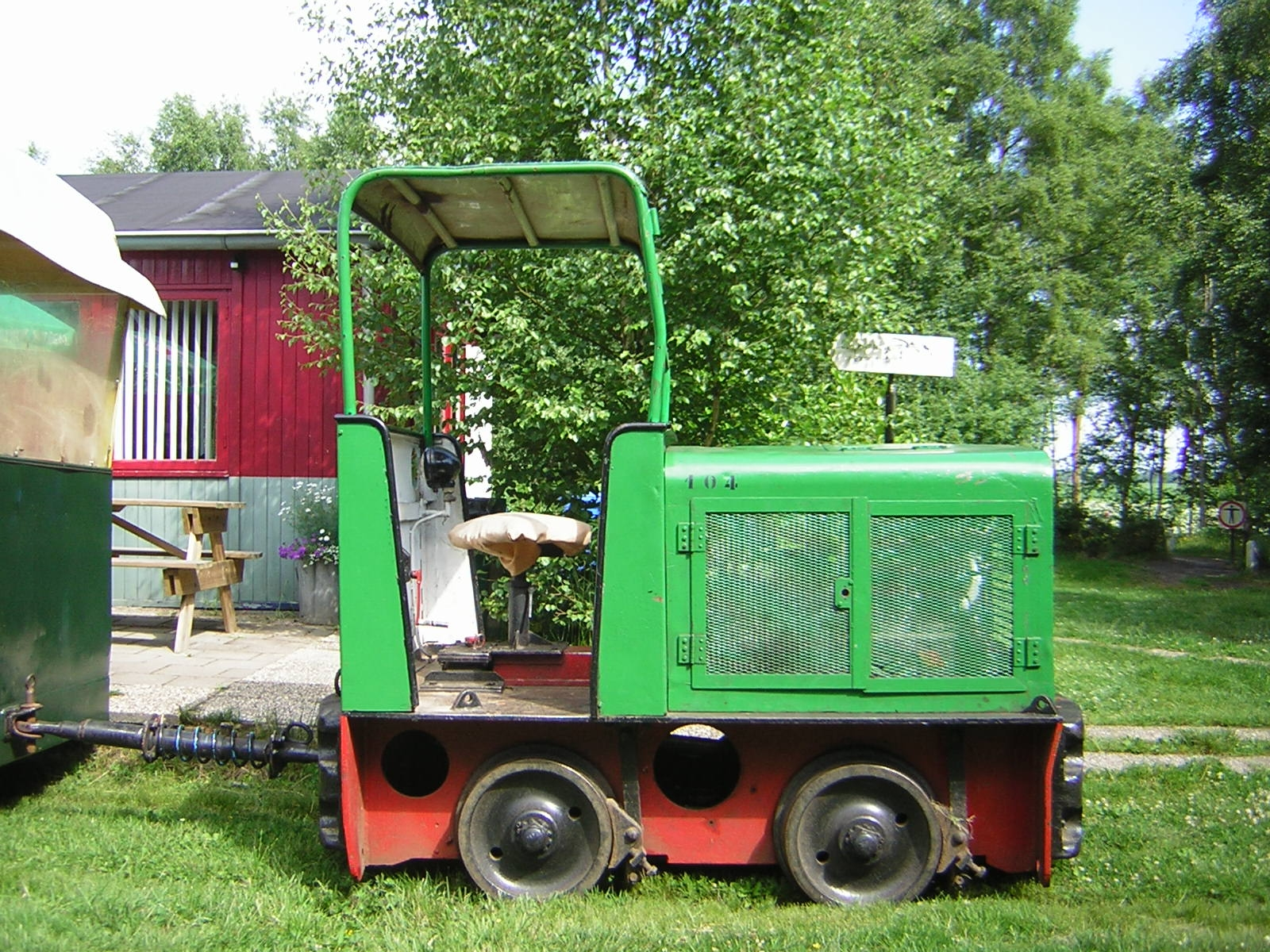
Schöma CHL 14G
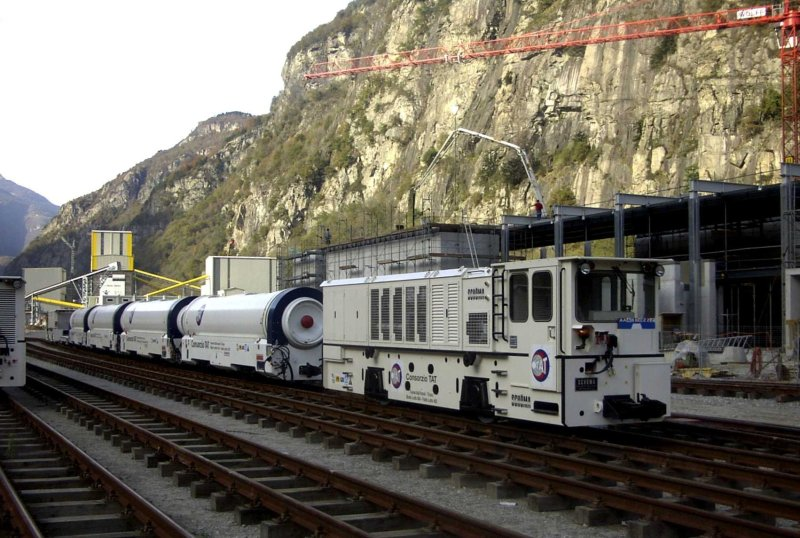
Tunnellokomotiv från Schöma vid Gotthardbastunneln